# Corn (Oklahoma)
Corn és un poble dels Estats Units a l'estat d'Oklahoma. Segons el cens del 2000 tenia 591 habitants.

## Demografia
Segons el cens del 2000, Corn tenia 591 habitants, 198 habitatges, i 136 famílies. La densitat de població era de 633,9 habitants per km².
Dels 198 habitatges en un 32,3% hi vivien nens de menys de 18 anys, en un 61,1% hi vivien parelles casades, en un 6,1% dones solteres, i en un 31,3% no eren unitats familiars. En el 30,3% dels habitatges hi vivien persones soles el 19,2% de les quals corresponia a persones de 65 anys o més que vivien soles. El nombre mitjà de persones vivint en cada habitatge era de 2,52 i el nombre mitjà de persones que vivien en cada família era de 3,17.
Per edats la població es repartia de la següent manera: un 24,9% tenia menys de 18 anys, un 4,6% entre 18 i 24, un 21,8% entre 25 i 44, un 15,2% de 45 a 60 i un 33,5% 65 anys o més.
L'edat mediana era de 44 anys. Per cada 100 dones de 18 o més anys hi havia 72,1 homes.
La renda mediana per habitatge era de 31.154 $ i la renda mediana per família de 33.281 $. Els homes tenien una renda mediana de 23.750 $ mentre que les dones 18.750 $. La renda per capita de la població era de 15.632 $. Entorn del 14,4% de les famílies i el 14,9% de la població estaven per davall del llindar de pobresa.

## Poblacions més properes
El següent diagrama mostra les poblacions més properes.